# Ford Territory
O Ford Territory é um crossover construído pela Ford Austrália. Foi lançado em 2004 e ganhou o prêmio Wheels Car of the Year.
Sendo metade EcoSport, metade Edge, o Territory vem importado da China. Também existe a sua versão Australiana.
Só possui a motorização 1.5, com 150 cv e 22,9 kgfm de torque, e câmbio automático do tipo CVT com trocas manuais para as 8 marchas simuladas. A Ford diz que o acerto foi especialmente pensando para o público sul-americano e resulta do trabalho de 150 engenheiros e técnicos que rodaram mais de 100.000 km em testes de campo em diversas regiões do Brasil. As versões disponíveis são: SEL, EV (somente na China) e TITANIUM.
No final de 2019, o Ford Territory ganhou uma versão elétrica na China. Com poucos meses no mercado, o SUV elétrico foi atualizado com o acréscimo de alguns itens e também passa a contar com uma bateria de capacidade, o que lhe rendeu um aumento na autonomia. Não há mais detalhes se a versão elétrica virá ao Brasil.

## Ford Territory Chinês
A pré-venda do Territory no Brasil começou em 7 de agosto de 2020, mesmo dia do lançamento digital do SUV compacto na Argentina. Ele chegou às concessionárias Ford brasileiras em setembro. Em 14 de agosto de 2020, o Ford Territory fez sua estreia no mercado filipino. O Território também foi lançado no Laos em dezembro de 2020.
A pré-venda do Territory no Chile começou na segunda quinzena de agosto de 2020, as entregas chegarão em meados de setembro.

### Fabricação e Desenvolvimento
O Ford Territory é montado na fábrica da JMC Ford em Nanchang, China. A JMC Ford também apresentará a versão EV Territory da Ford ao público em meados de 2019. Apesar de não ser oferecido no mercado australiano, a Ford Austrália contribuiu para a concepção e desenvolvimento do novo Território. A condução, o manuseio e o NVH foram ajustados no Geelong Proving Grounds da Ford na Austrália e em Nanjing, China.
O modelo recebeu uma ligeira atualização no início de 2020, antes de sua introdução nos mercados de exportação. As mudanças incluem uma grade preta brilhante com um novo padrão e lanternas traseiras LED reestilizadas.
O Territory é movido por um EcoBoost 145 de 1.5 litros baseado no motor a gasolina JX4G15 desenvolvido pela JMC e AVL. A Ford Europa também ajudou no desenvolvimento do motor. Este motor possui ciclo Miller e produz 139 cv (140 PS; 103 kW) e 225 N⋅m (22,9 kg⋅m; 166 lb⋅ft) de torque.
Na Argentina, Filipinas, Camboja, Laos e Chile, o motor 1.5 turbo é avaliado em 141 cv (143 PS; 105 kW) e 225 N⋅m (22,9 kg⋅m; 166 lb⋅ft) de torque, enquanto no Brasil, é avaliado em 150 cv (150 PS; 110 kW) e 225 N⋅m (22,9 kg⋅m; 166 lb⋅ft) de torque. Uma versão híbrida moderada de 48 V está disponível na China.

## Ford Territory Australiano

### Design
Ambas as configurações de tração traseira (RWD) e tração integral (AWD) estão disponíveis para o mercado australiano. Os modelos AWD têm um sistema de travagem antibloqueio opcional para controlar o movimento do carro em declives.
Refletindo seu design SUV, a capacidade de assentos é de cinco (duas filas) ou sete (três filas) passageiros, tornando-o excelente para famílias grandes com crianças. Todas as filas de assentos estão dispostas em "estilo teatro", sendo a primeira fila a mais baixa e a última a mais alta. As filas do meio e de trás se dobram totalmente no chão para maximizar o volume da carga.
A Ford introduziu o Territory junto com o station wagon Falcon existente, que foi construído na mesma linha de produção da Broadmeadows Assembly. Os executivos seniores da Ford Australia esperavam que o Falcon fosse descontinuado logo após a introdução do Territory, presumindo que as vendas de diminuiriam substancialmente à medida que os compradores de frotas migrassem para o Territory. No entanto, isso não aconteceu porque a perua reteve grande parte de sua base de vendas de frota enquanto o Territory atraiu principalmente famílias numerosas. A produção da versão wagon do Falcon foi encerrada em setembro de 2010. O Territory nunca foi um substituto sério para ele devido ao maior consumo de combustível e aumento de peso.

### Exportações

#### Nova Zelândia
O modelo foi vendido na Nova Zelândia. Cerca de 12.000 unidades foram vendidas.

#### África do Sul
As exportações para a África do Sul foram feitas em 2005. As vendas foram divulgadas em 22 de junho de 2005. Os modelos TX e Ghia AWD/RWD foram vendidos lá. Antes de sua estreia, um Territory foi enviado à África do Sul em 2004 para avaliação pela filial sul-africana da Ford. Cerca de 2.300 unidades foram exportadas.

#### Tailândia
As exportações para a Tailândia foram anunciadas para começar a ser vendidas em abril de 2006 com o modelo Ghia 4WD. Antes disso, o Território SY apareceu no Bangkok Motor Show de 2005. Um Acordo de Livre Comércio Tailândia-Austrália também estava em vigor na época em que as exportações começaram após 2005.
Cerca de 100 unidades foram vendidas para a Tailândia em agosto de 2012 depois que a Ford Austrália mostrou interesse em uma versão movida a diesel no Bangkok Motor Show de 2012, realizado em março de 2012.
Foram levantadas preocupações de que o programa de exportação tailandês da Ford Austrália pudesse entrar em colapso devido aos altos impostos cobrados sobre veículos importados. Isso foi apontado em 2013, depois que os impostos foram aumentados, era muito caro comprar um Territory.

### O conceito do Ford R7

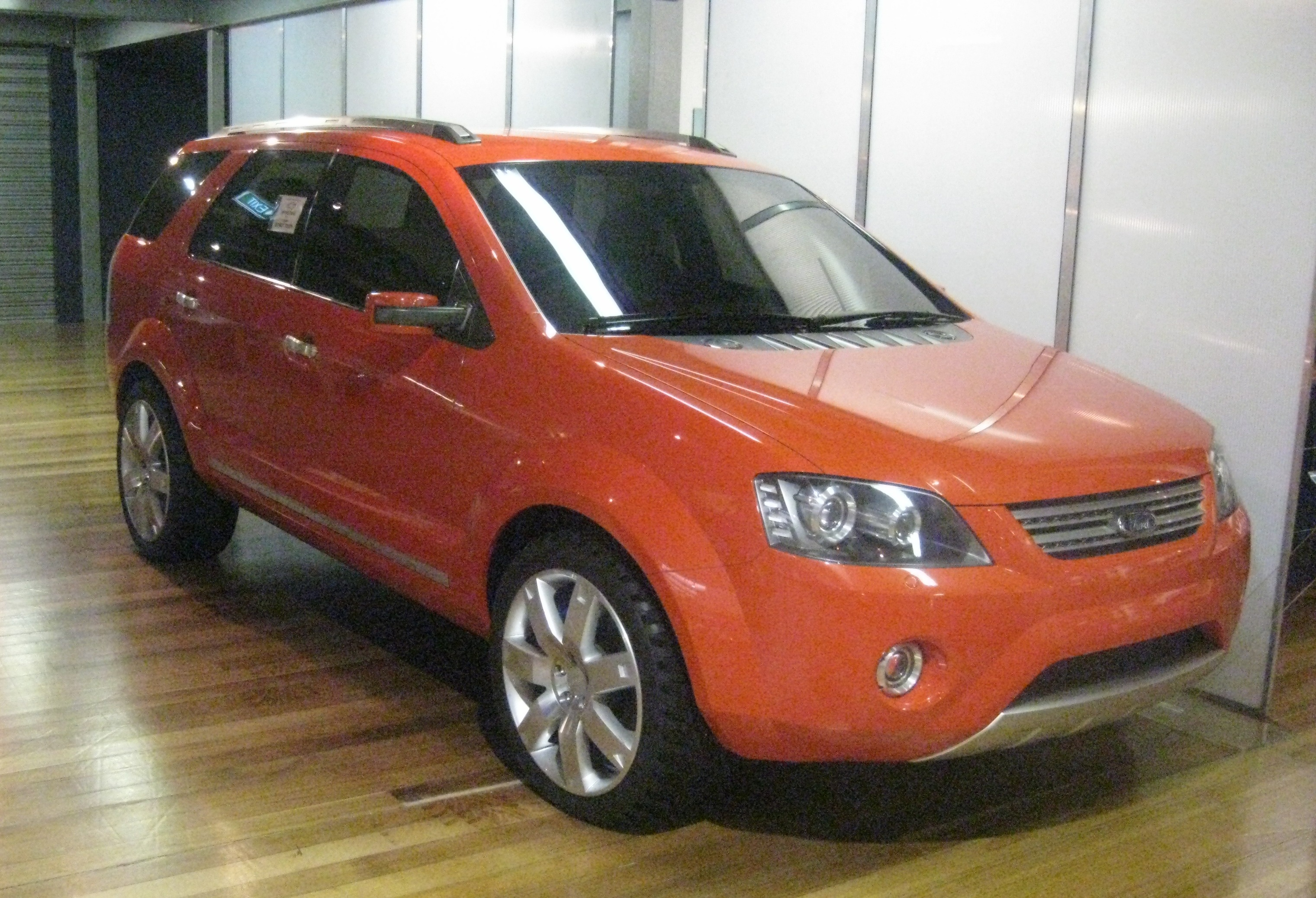
Foto do conceito do Ford R7

O Ford R7 foi um conceito SUV desenvolvido pela Ford Australia sob os auspícios do falecido Geoff Polites e foi revelado no Australian International Motor Show 2002 realizado em Melbourne. Tão grande foi a recepção do R7, que a Ford acelerou o desenvolvimento do R7 em um modelo de produção totalmente desenvolvido apenas dois anos depois como o Ford Territory e previu o novo estilo frontal do Ford Falcon (BA).